# Terebralina
Terebralina es un género de foraminífero bentónico de estatus incierto, aunque considerado perteneciente a la familia Buliminidae, de la superfamilia Buliminoidea, del suborden Buliminina y del orden Buliminida. Su especie tipo era Spirigerina antiqua. Su rango cronoestratigráfico abarcaba el Liásico (Jurásico inferior).

## Discusión
Clasificaciones previas incluían Terebralina en el suborden Rotaliina del orden Rotaliida.

## Clasificación
Terebralina incluía a la siguiente especie:
- Terebralina regularis †